# 小原裕貴 (1996年生のタレント)
小原 裕貴（こはら ゆうき、1996年1月27日 - ）は、日本の元俳優、元子役、元モデルである。
神奈川県出身。かつてSugar&Spiceに所属していた。

## 来歴
5歳からモデルとして活動し、2008年に『わたしが子どもだったころ』に出演。
Sugar&Spiceを退所後、表立った芸能活動は確認されていない。

## 出演

### 映画
- 僕たちのプレイボール（2010年5月15日、ゴー・シネマ）主演・柊球児 役

### テレビ番組
- わたしが子どもだったころ　作曲家・小林亜星（2008年9月10日）

### プロモーションビデオ
- 倉木麻衣『風のららら』（2003年5月28日、GIZA studio）

### CM
- ニンテンドーDS・イナズマイレブン[2]
- イオン学習机[3]
- タカラトミー・アクアパーティ[3]